# Battlestar Galactica (seriál, 2004)
Battlestar Galactica je americký sci-fi televizní seriál vysílaný v letech 2004–2009 na stanici Sci-Fi Channel. Ve čtyřech řadách vzniklo celkem 75 dílů. Seriál navázal na úspěch stejnojmenné minisérie, která byla prvním remakem fikčního světa a multimediální řady Battlestar Galactica, vycházející ze stejnojmenného seriálu z let 1978–1979.
Seriál doplňují navazují televizní filmy Battlestar Galactica: Břitva (2007) a Battlestar Galactica: Plán (2009), tři řady webizod z let 2006–2009 a webový seriál Vesmírná loď Galactica – Krev a chrom z roku 2012, který byl po vydání odvysílán i jako televizní film. Vznikl rovněž spin-offový prequelový televizní seriál Caprica vysílaný v roce 2010.
První řada seriálu Battlestar Galactica byla premiérově vysílána ve Spojeném království od října 2004 do ledna 2005 na stanici Sky1, v USA měl první díl seriálu premiéru až v lednu 2005. V ČR měl seriál premiéru v červenci 2008 na televizní stanici Nova Cinema.

## Popis
Základní zápletka o útěku posledních lidí a hledání ztraceného třináctého kmene, byla přejata z originální série, charakter postav a celkové vyznění příběhu se však výrazně změnily.
Postavy mají všeobecně hlouběji vykreslenou psychologii a Cyloni již nejsou plechové vraždící stroje, nýbrž mají i rafinované modely s lidskou podobou (lidštěji se i chovají) a různým původem, což je jednou ze základních zápletek seriálu. Baltar zde není jednoznačný zloduch, nýbrž sebestředný vědec a celebrita, který udělal několik neuvážených rozhodnutí. Změnil se i styl vyprávění, seriál je vážnější, na začátku uvěřitelnější, je natočen odlišným stylem kamery a obsahuje řadu odkazů na současný svět (například v něm, oproti původní sérii, hraje mnohem větší roli náboženství). Seriál se postupem času posouvá od žánru sci-fi a realistického drama (1. řada a část 2. řady) do oblasti fantasy a sureálního melodrama (od poloviny 2. řady do závěru)..

## Děj

### První řada
Flotila je ze začátku pronásledována Cylony. Toto spočívá v tom, že každý FTL skok potřebuje přibližně 33 minut k nastartování od toho předchozího. A Cyloni mají větší dosah FTL skoků. V průběhu seriálu je implikováno, že jeden FTL skok lidí je až na několik světelných let a u cylonů na desítky světelných let. Když Cyloni skočí k flotile, tak vypálí salvy raket, které musí Galactica sestřelit než zasáhnou civilní lodě. To se obecně daří, vždy je ale riziko, že se nějaké lodi pokazí FTL pohon. Flotila pak skočí bez ní a tato loď je zničena. V průběhu se zjistí, že minimálně jedna loď své souřadnice pro cíl FTL skoku přeposílá Cylonům. Tato loď je pak sestřelena lidmi a pronásledování na chvíli ustane. Nikdy ale naplno nepřestane, protože Cyloni mají více lodí a efektivnější FTL pohon, takže jsou schopni čas od času objevit polohu flotily, popř. ji zjistit od agentů po znovuzrození, kde znovuzrození je FTL proces. Ve flotile je několik Cylonů, ačkoliv ne všichni vědí, že jsou Cylony – například Sharon Valerii, která se ale po svém původu začne ptát. Lee Adama, William Adama a Kara Thrace mají všichni tři problém se smrtí Zaka Adamy – bratra Lee Adamy a syna Williama Adamy. Gaius Baltar pracuje na detektoru Cylonů, který odhalí právě Sharon Valerii jako Cylona. To však Baltar zamlčí a prohlásí, že detektor nefunguje. V průběhu práce mu Adama poskytne funkční jadernou bombu. Baltar potřebuje pouze plutonium, ale Adama mu poskytne do jeho osobní laboratoře celou jadernou bombu. Tato laboratoř je pak nedokonale střežena. Už před poskytnutím jaderné bomby Baltarovi byla ukradena konvenční výbušnina ze skladu na Galactice a Adama nařídil striktnější kontroly. Na výbušninách mu záleží, ale atomovka volně v kajutě uvnitř flotily plné Cylonů mu nevadí. Laura Roslinová, postižená rakovinou, používá extrakt z rostliny Chamalla – ten jí způsobuje halucinace, které si vykládá jako důkaz, že je vyvolenou pro vedení lidu k Zemi. Na Caprice zůstane pouze Helo, který zde přežívá za pomoci kopie Sharon Valerii. Robotická armáda odstranila během několik dnů až hodin miliardy mrtvol z ulic a spálila je. Část přeživších z jaderných útoků zastřelila. Přesto tyto miliony až miliardy robotů nejsou schopny dle chápání Hela najít jeho a kopii Sharon Valerii – i přesto, že byli těmito roboty několikrát aktivně pronásledováni. Helo se pravděpodobně spoléhá na absenci termovizí a bezdrátové komunikace u cylonské robotické armády, která byla schopna skočit vesmírem a povraždit desítky miliard lidí během několika hodin a dnů. Kroky Baltara ovládá vidina modelu č. 6, Cylonky. Baltar si myslí, že je projekcí způsobenou čipem v jeho hlavě. Baltar je génius a přesto ho nenapadne, že by mohla být přímo zakódovaná v jeho mozku (síti neuronů) i přesto, že jsou Cyloni anatomicky neodlišitelní od lidí a zároveň dokáží přenášet své vědomí na vzdálenost několika světelných let – a to prakticky okamžitě. Pozdější scan mozku Baltara odhalí, že v mozku žádný čip nemá.

### Druhá řada
Sharon Valerii postřelí kapitána Adamu a poté je zastřelena – na Caprice zatím její kopie otěhotní s Heloem. Kara Thrace a Karl Agathon objeví hnutí odporu na Caprice, které nakonec zachrání. Flotila objeví nejdřív původně božskou planetu Kobol, kde najde instrukce k letu na Zem, a v závěru řady také neznámou planetu, nazvanou Nová Caprica, kde se lidé v úplném konci řady usadí. Objeví se loď Pegasus, jež je řízena admirálkou Cainovou, která je na vojenském žebříčku výš, než Adama a snaží se vyvolat mnohem tvrdší režim, ale je zastřelena uprchlou Cylonkou, kterou vypustil z cely Baltar. Tato Cylonka následně v závěru řady odpálí jadernou nálož, která zabije 1/10 zbytku lidstva. V téměř zmanipulovaných prezidentských volbách vyhraje Baltar, který flotilu úspěšně zavede na Novou Capricu a přibližně rok nejsou lidé objeveni Cylony – ke konci druhé řady ale Cyloni shodou náhod Novou Capricu najdou a začnou ji okupovat. Radiace na planetě Caprica klesla na bezpečnou úroveň. Je odhaleno, že řada měst nebyla bombardována a jsou plná zboží, potravin, oblečení a léků. Ve flotile vybuchne atomová bomba, kterou daroval Baltar teroristům, kteří uctívají Cylony (ti následně dali tuto atomovou bombu uprchlé Cylonce, která měla úkryt na lodi Cloud 9, který ji zajistil Baltar. Galactica měla původně jen 5 jaderných hlavic, z toho 1 daroval Adama Baltarovi pro výzkum detekoru Cylonů, protože Baltar potřeboval plutonium. Adama v tu dobu věděl, že ve flotile operují Cyloni. Přesto atomovou zbraň nenechal střežit a Baltarovi ji dal plně funkční – místo toho, aby mu dal jenom plutonium. Cyloni už před darováním atomové bomby v 1. sérii ukradli na Galactice klasické výbušniny a využili je k sabotážím. Exploze jaderné bomby, co zabila 1/10 populace flotily, nikoho nezajímá. Adama je stále v relativním klidu. Adama nařídí záchrannou operaci přeživších na Caprice. To, že záchranná operace může odhalit polohu flotily ho nezastaví. Nezastaví ho ani to, že je před tím honili po vesmíru během 240 skoků a téměř je všechny zahubili. Zopakovat si to nevadí. Je vysoká šance, že přeživší na Caprice zde byli ponecháni na životě Cylony a že jsou infiltrování agenty a že mají např. v zubech biologické zbraně. Nebo že po dopravení do flotily zaznamenají polohu hvězd, zabijí se a následně po znovuzrození vyzradí zbytku Cylonů přibližnou polohu flotily. Toto se zčásti potvrdí po jejich dopravení do flotily. Adama je povýšen na admirála. Flotila jeho kroky z většiny toleruje. Všichni se evidentně cítí v bezpečí. Admirál cíleně infiltruje flotilu a hrozí prozrazením její přibližné polohy, rozdává atomovky a (více)prezident pouští nepřítele, nechá ho vraždit lidi ve flotile pomocí jaderné bomby a zároveň se tak implikuje v masové vraždě před k jemu nepřátelským admirálem Adamou. Adama není Cylon ani jinak kompromitován. K pochopení je podstatné, že Cyloni mají efektivnější FTL pohon a mají a patroly u planet, takže Novou Capricu by brzo objevili i bez zapříčinění náhody. Navíc mají díky Červené linii asi 40 let trvající náskok v objevování vesmíru. Toto opět nikoho nezajímá. Výmluva na mlhovinu je nelogická – prostředí s rušením je jasným cílem pátrání. Lidé potřebují najít přátelskou vojenskou sílu 13. kmene, ne obyvatelnou planetu. Těch je ve vesmíru BSG relativní dostatek. Mechanik Tyrol se pokusí ve snu o sebevraždu. Místo toho nakonec bezdůvodně dobije křehkou podřízenou téměř k smrti, zcela bez důvodu. Toto je mu prominuto. Mechanik si toto vyříká s kaplanem. Kaplan mu prozradí, že je Cylon. Oba jsou ve skutečnosti Cyloni., ale Tyrol to ještě neví. Tyrol dál slouží. Podřízená Cali mu špatně zřetelnou mluvou (má zadrátovanou čelist) odpouští. Prezidentka podivuhodně implikuje, že Caprica je stále ještě silně radioaktivní. I přes to, že jsme celou 1. a 2. řadu viděli jasný opak – jaderné útoky na Capricu byly omezené a radiace je na konci 2. řady (6 měsíců po útoku) téměř pryč.

### Třetí řada
Třetí řada začíná na Nové Caprice a po okupaci Cylonů vypráví o jejich nové cestě k Zemi a následky okupace. Cyloni chtějí, aby je lidé měli rádi. Po tom, co vyvraždili 20–50 miliard lidí a ponechali jen 50 000. Proto je drží v blátě, zimě a nedostatku léků na Nové Caprice, místo toho, aby je dopravili zpět do Kolonií nebo slunný Kobol, popř. aby jim zajistili léky, oblečení a teplo. Stejně dobře by mohli kontrolovat populaci skrze drogy či obojky na elektrický šok apod., to ale nedělají. Občas některým lidem vydloubnou oči. Cylonská armáda robotů, která během pár dní vystřílela miliardy lidí, není schopná udržet pořádek v komunitě 50 000 špatně ozbrojených a zbídačených lidí ve stanech. Po spojení odboje na Nové Caprice s uprchlým Raptorem z Galacticy se připravuje plán na záchranu lidí z Nové Capricy. Galactica s Pegasem tvrdě zaútočí na lodě, které planetu hlídají. Při útoku je Pegasus zničen, ale většině lidí se podaří uniknout z planety. Mechanismus útěku a bitvy nedává v rámci logiky světa BSG žádný smysl. Flotila opět putuje směrem k Zemi. Bůh z vlastní vůle odpálí hvězdu u planety s chrámem. Během cesty objeví ve vesmíru bóji, která byla zanechána 13. kmenem Kobolu. Cyloni tuto bóji objevili dříve, ale byli nakaženi bioinformatickou chorobou – kombinací počítačového a biologického viru s bezdrátovým FTL přenosem, vůči které jsou lidé a manželka Hela (kopie č. 8 Athena) imunní. Prezidentka Laura Roslinová se rozhodne využít tuto chorobu jako biologickou zbraň a zničit s ní Cylony jednou provždy a to tak, že je zabije v dosahu nějaké lodi znovuzrození. Avšak před útokem Helo zneškodní nakažené Cylony a celý útok je tím zmařen. Zbytek lidstva dále živoří a je ohrožován na životě Cylony. Dětská prostituce a práce jsou ve flotile stále rozšířenější, admirál Adama nutí děti k tvrdé dětské práci. Helo nadále přežívá a prosperuje i se svojí Cylonkou, manželkou. Jako člen armády má více materiálních zdrojů. Lidé mají hlad, dochází léky ale papír ne. Hlad je nakonec vyřešen přepracováním řas z jedné objevené planety. Loď Galactica začne vydávat podivné zvuky, které slyší jen někteří členové posádky. Dojde i na soud Baltara, kde je Baltar zproštěn obžaloby. Prezidentka ho chce dostat. Baltar krátkodobě vyléčil rakovinu prezidentky v 2. řadě. Prezidentka je nevděčná. Adama v průběhu 3. řady zapomněl na výbuch atomové zbraně ve flotile, výbuch jaderné zbraně na Cloud 9 není v průběhu 3. and 4. řady zmíněn. Adama nabízí Starbuck a Tighovi, aby ho zastřelili. Ani Starbuck ani Tigh nejsou odhodlaní zastřelit admirála Adamu. Adama je stále admirálem. Adama se nechá zmlátit v ringu na hranu bezvědomí od mechanika Tyrola, který je ve skutečnosti hodným Cylonem, co občas někoho jen tak umlátí skoro k smrti. Adama se nechá zmlátit proto, aby mu ulevil. Mechanik Tyrol byl na něj naštvaný proto, že Adama pro a za něj udělal 2 dobrá rozhodnutí. Tyrol začal v důsledku osobních nesnází trpět alkoholismem. Tigh má vidinu ve které zastřelí svojí zbraní Adamu v průběhu bitvy.

### Čtvrtá řada
Cylonský raider v bitvě pozná, že jeden z pilotů patří k první pětici Cylonů, jejichž existence je mezi nimi přísným tabu a raidery odmítnou útočit na koloniální flotilu. Cyloni na palubě baseship se informaci dozvědí a ihned mezi nimi dojde k rozkolu. Zatímco modely 2, 8 a 6 (vzbouřenci) se rozhodnou, že pravým posláním Cylonů je poznat identitu prvních pěti, modely 1, 4 a 5 se rozhodnou tomu zabránit a koloniální flotilu zničit, včetně prvních pěti. Když jednotlivé modely hlasují, Sharon Valerii poprvé v historii Cylonů hlasuje jinak, než ostatní jejího modelu a tím naruší rovnováhu, což mezi Cylony vyvolá „občanskou“ válku. Zastánci pětice jsou zmasakrováni a ti co přežijí, vyhledají koloniální flotilu s nabídkou spojenectví s jediným cílem, nalézt původních pět Cylonů, pomoci lidem nalézt Zemi a poté s původními pěti na palubě baseship pokračovat svou cestou. Mezitím dojde k řadě dalších událostí, zdánlivě mrtvá Kara Thrace se záhadně vrátí, prezidentka Roslinová má podivné vize spojené s Cylony. Křehká podřízená Tyrola dobitá na konci 2. řady je zavražděna. Tělo Kara Thrace je nalezeno na Zemi číslo 1 samotnou Karou Thrace. Duala ze zmatení a traumatu spáchá sebevraždu. Admirál Adama znovu podá pistoli Tighovi a snaží se ho přesvědčit, aby ho zastřelil, protože samotný Adama není schopen spáchat sebevraždu. Baltar se stává vůdcem kultu. Těžce krvácející Baltar opojený léky proti bolesti prozrazuje prezidentce svoji roli v úvodním útoku na kolonie. Věčně nepřátelská prezidentka mu odpustí nechtěnou vraždu 50 miliard lidí a uvržení zbytku lidstva do ubohých podmínek a pomůže ho udržet naživu. Na výbuch atomovky ve flotile si opět nikdo nevzpomene. Navigátor Gaeta je postřelen. Je mu amputována noha. Geata zpívá do rádia flotily písničky. Baltar posílá do flotily z BSG rádiem kázání. Je vyjeveno, že Gaeta je homosexuál. Gaeta je za své zločiny po neúspěšném puči popraven – spolu s Tomem Zareckem. Na konci je vyjeveno, že celý děj a vývoj postav řídí božská bytost, co si nerada nechá říkat Bůh. Zlý Cylon Cavil se po zničení Uzlu znovuzrození a kolapsu svého plánu zastřelí. Mrtvou pilotku divoce točícího se a těžce poškozeného Raptoru zasáhne meteorit a tím se po závěrečné bitvě spustí salva jaderných střel, která náhodně zasáhne a zničí kolonii zlých Cylonů (tj. opoziční frakce čísel 1, 4 a 5) – resp. ji nechá spadnout/posune ji do černé díry. Bůh pomůže lidem najít pomocí melodie Zemi číslo 2, která má být Zemí dnešní civilizace. Postava Cylonky Capricy 6 v hlavě Baltara je odhalena jako andělská figura, totéž platí pro postavu Baltara v hlavě Capricy 6. Tyto andělské figury slouží někomu, kdo si nerad nechá říkat Bůh. Kara Thrace se vypaří ze záběru kamery bez dalšího vysvětlujícího komentáře. Přeživší z Koloniální flotily se rozhodnou vzdát své techniky, aby přerušili kruh násilí a usadit na Zemi 2, kde se smísí s jejími primitivními obyvateli a tak vznikne nové lidstvo. Nové lidstvo tedy obsahuje geny původních obyvatel Země 2, obyvatel dvanácti kolonii a Cylonů. Vzhledem k tomu, že lidé před 150 000 lety neměli moderní jazyk, luky, nástroje a postrádali jakékoliv znaky bělošské populace (flotila byla složena z 40 000 převážně bělošských osob) se lze domnívat, že autor implikuje sebevraždu, vyvraždění či vymření drtivé většiny zbytku lidstva z 12 kolonií a jeho ne-pokračování, V následném časovém skoku do budoucnosti (naší současnosti) o 150 000 let se dozvídáme o objevu mitochondriální Evy, tedy "společného" předka celého současného lidstva, kterým je Héra, potomek Cylonské matky a lidského otce. Série pomocí montáže záběrů na robotické domácí mazlíčky a kuchyňské potřeby implikuje, že nám hrozí riziko vzbouření se robotů a že jedinou nadějí je smilování se "Boha", popř. vhodná souhra náhod.

## Vysílání
| Řada      | Díly   | Premiéra v USA     | Premiéra v USA     | Premiéra v ČR              | Premiéra v ČR              |
| Řada      | Díly   | První díl          | Poslední díl       | První díl                  | Poslední díl               |
| --------- | ------ | ------------------ | ------------------ | -------------------------- | -------------------------- |
| Minisérie | 2      | 8. prosince 2003   | 9. prosince 2003   | 7. března 2006 (SK dabing) | 8. března 2006 (SK dabing) |
| 1         | 13     | 18. října 2004     | 24. ledna 2005     | 25. července 2008          | 12. srpna 2008             |
| 2         | 20     | 15. července 2005  | 10. března 2006    | 13. srpna 2008             | 9. září 2008               |
| 3         | 20     | 6. října 2006      | 25. března 2007    | 10. září 2008              | 3. října 2008              |
| Břitva    | Břitva | 24. listopadu 2007 | 24. listopadu 2007 | 1. ledna 2011              | 1. ledna 2011              |
| 4         | 21     | 4. dubna 2008      | 20. března 2009    | 8. ledna 2011              | 18. března 2011            |
| Plán      | Plán   | 27. října 2009     | 27. října 2009     | 19. dubna 2013             | 19. dubna 2013             |